# Abbott Lawrence Lowell
Retrato de 1923 por John Singer Sargent
Abbott Lawrence Lowell (Boston, 13 de dezembro de 1856 — Boston, 6 de janeiro de 1943) foi um educador e jurisconsulto americano. Foi Presidente da Universidade Harvard de 1909 a 1933.
Com um "senso aristocrático de missão e autoconfiança", Lowell desempenhou importante papel no sistema educacional dos Estados Unidos e até certo ponto também na vida pública. A Universidade Harvard, durante seus anos como presidente, desfrutou de notável expansão em termos de tamanho de sua infraestrutura física, seu corpo discente, e sua dotação orçamentária. Sua reforma do ensino de graduação criou o sistema de habilitação principal (academic major ou major concentration) em uma disciplina particular, que se tornou o padrão na educação americana.
Sua contínua fama no meio educacional derivou principalmente de sua insistência na integração das classes sociais em Harvard e em impedir que estudantes mais abastados vivessem apartados de seus pares menos ricos, uma posição pela qual ele foi por vezes chamado de "traidor de sua classe". Reconheceu também a obrigação da universidade em servir à comunidade adjacente, particularmente disponibilizando cursos e graduações universitárias para professores locais. Tinha uma visão progressista em relação a certas questões públicas. Demonstrou seu apoio franco à liberdade acadêmica durante a Primeira Guerra Mundial e desempenhou um papel de destaque ao incitar o público para apoiar a participação americana na Liga das Nações após a guerra.
No entanto, ocorreram dois conflitos públicos, durante seus anos em Harvard, com os quais ele se envolveu por comprometer os princípios básicos de justiça que ele, na sua visão pessoal, entendia ser a missão de Harvard em relação à admissão de estudantes não tradicionais. Num dos casos, ele tentou limitar em 15% do corpo discente a matrícula de judeus. No outro, tentou proibir os estudantes afro-americanos de ocuparem os Freshman Halls (dormitórios destinados aos calouros) enquanto todos os demais alunos novos de Harvard não estivessem se instalado por lá. Nos dois casos, o Conselho de Supervisores de Harvard decidiu pela aplicação coerente dos princípios liberais e os rejeitaram.
Um historiador resumiu sua personalidade complexa e legado com essas palavras: "Ele desempenhou muitos papéis — o homem rico de gostos simples, o cavalheiro que detestava alunos (tradicionalmente com pais ricos) que em vez de notas negativas recebiam boas notas, o teórico apaixonado pela democracia cuja conduta pessoal era levemente autocrática". A interação dos instintos democráticos e aristocráticos, e especialmente, sua insistência em defender suas posições quando outros as consideravam indefensáveis, o tornaram difícil de ser compreendido pelos seus contemporâneos. Um historiador fez a seguinte pergunta: "Como seria uma forma de consenso em torno de alguém que exasperou seus amigos tão frequentemente quanto ele confundiu os seus inimigos?"

## Primeiros anos
Lowell nasceu em 13 de dezembro de 1856, em Boston, Massachusetts, sendo o segundo filho de Augustus Lowell e Katherine Bigelow Lowell. Sua mãe era prima do arquiteto Charles H. Bigelow. Membro da elite de Boston, da família Lowell, seus irmãos incluíam a poetisa Amy Lowell, o astrônomo Percival Lowell e Elizabeth Lowell Putnam, uma das primeiras ativista do cuidado pré-natal. Eles eram bisnetos de John Lowell e, por parte de mãe, netos de Abbott Lawrence.

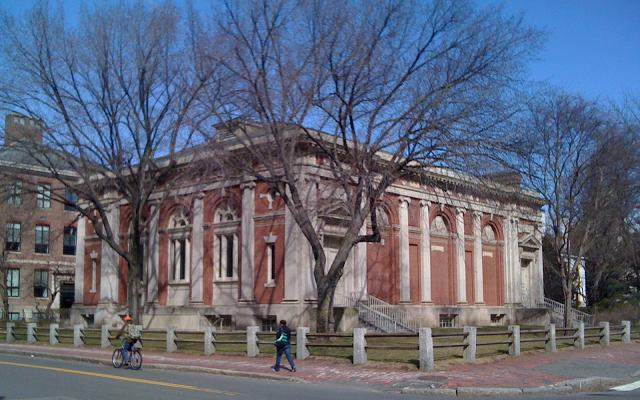
O Lowell Lecture Hall

Lowell graduou-se na Noble and Greenough School em 1873 e frequentou o Harvard College, onde apresentou uma tese para graduação em matemática que abordava o emprego de quaterniões para tratar de quádrica e se formou em 1877. Graduou-se na Harvard Law School em 1880 e exerceu a advocacia de 1880 a 1897 em parceria com seu primo, Francis Cabot Lowell, com quem escreveu Transfer of Stock in Corporations, que foi publicado em 1884. Em 19 de junho de 1879, quando ainda era estudante de Direito, casou com uma prima distante, Anna Parker Lowell na King's Chapel em Boston, e passou a lua de mel no oeste dos Estados Unidos.
Suas primeiras publicações acadêmicas surgiram antes mesmo que ele empreendesse uma carreira acadêmica. Essays on Government foi publicado em 1889, concebido para combater os argumentos que Woodrow Wilson fez em seu Congressional Government. Os dois volumes de Governments and Parties in Continental Europe foram publicados em 1896. Lowell foi eleito membro da Academia de Artes e Ciências dos Estados Unidos, juntando-se a seu pai e irmão, em 1897. Tornou-se um administrador do MIT em 1897. Em 1899, Lowell foi eleito membro da American Antiquarian Society. Em 1909, ele foi eleito para a American Philosophical Society.

## Universidade Harvard
Em 1897, Lowell tornou-se professor assistente, e em 1898, professor de governo em Harvard. Sua carreira de escritor acadêmico continuou com a publicação de Colonial Civil Service em 1900, e The Government of England em dois volumes, em 1908. Em dezembro de 1901, Lowell e sua esposa doaram fundos anonimamente para a construção de um edifício para abrigar um grande anfiteatro, uma instalação que a universidade não dispunha na época. Tornou-se o New Lecture Hall (mais tarde renomeado de Lowell Lecture Hall), na esquina das ruas Oxford e Kirkland, e comportava um auditório com 928 lugares, bem como oito salas de reuniões. Na década de 1990, após sofrer danos, o salão foi reformado e agora tem 352 assentos no salão principal e oito salas de aula com capacidade para 22 a 24 pessoas.
Desde relativamente cedo em sua carreira profissional, Lowell preocupou-se com o papel das minorias raciais e étnicas na sociedade americana. Já em 1887, ele escreveu sobre os irlandeses: "O que precisamos não é dominar o irlandês, mas absorvê-los.... Queremos que eles se tornem ricos, e enviem seus filhos para as nossas faculdades, para compartilhar da nossa prosperidade e de nossos sentimentos. Nós não queremos sentir que eles estão entre nós e ainda não fazem parte de nós." Acreditava que somente uma sociedade homogênea poderia salvaguardar as conquistas da democracia americana. Algum tempo antes de 1906, ele se tornou vice-presidente honorário da Immigration Restriction League, uma organização que promoveu testes de alfabetização e fiscalizou a aplicação das leis de imigração. Em 1910, escreveu com aprovação em privado de excluir imigrantes chineses inteiramente e dos estados sulistas que se negassem a conceder direitos civis a seus cidadãos negros. Publicamente ele sempre adotou assimilação como a solução para absorver outros grupos, limitando seu número a níveis que ele acreditava permitiria à sociedade americana absorvê-los sem alterá-la, uma postura que "fundia ideias liberais e racistas em fazer o caso por exclusão".
Ele foi um dos primeiros membros da Academia Americana de Artes e Letras. Em 1909, tornou-se presidente da Associação Americana de Ciência Política. No mesmo ano, sucedeu Charles William Eliot como presidente da Universidade Harvard, cargo que ocupou por 24 anos até sua aposentadoria em 1933.
Lowell recebeu um doutorado honorário da Universidade de Leiden (Países Baixos) em 30 de agosto de 1919.

### Reformas em Harvard

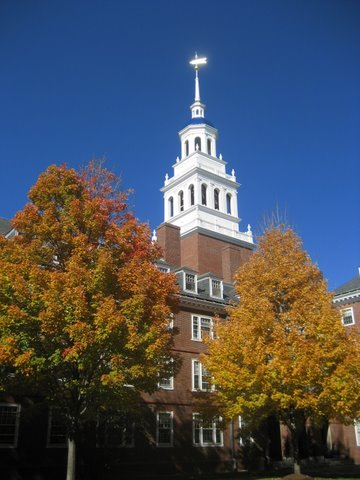
Torre sineira da Lowell House no outono

Lowell iniciou imediatamente uma série de reformas de natureza acadêmica e social. Sob a administração de seu antecessor, Charles William Eliot, Harvard tinha substituído o padronizado curso de graduação por um sistema que permitia aos estudantes a livre escolha das disciplinas. Essa era uma extensão lógica da evolução da educação nos Estados Unidos, que havia modelado a universidade no sistema alemão e, portanto, adotado a liberdade do estudante na escolha de cursos. Tão dominante era o papel de Harvard na área educacional americana, que todos os grandes colégios e universidades americanas haviam adotado o sistema eletivo em 1904. Ele é adequado para todos os tipos de estudantes, desde os intelectualmente curiosos e interessados, até os preguiçosos, sem ambição intelectual.
Lowell implementou então um segundo, igualmente revolucionário método educacional de graduação. Já como membro do Comitê para a Melhoria da Instrução, em 1903, ele havia determinado que o sistema eletivo era um fracasso. Um grande número de estudantes, sem qualquer ambição intelectual, escolhia seus cursos com pouca preocupação com o aprendizado, mais interessados nas facilidades para se cumprir as exigências do curso, resultando em uma formação que era "nem rigorosa, nem coerente". Lowell desmontou o sistema eletivo e em seu lugar criou a especialização e os requisitos de distribuição que logo se tornaria o novo modelo americano. Emparelhado com a exigência da especialização estava um sistema tutorial em que cada aluno tinha a orientação de um tutor para ver se estava preparado para o exame em sua área de especialização.
Nas admissões, Lowell deu continuidade às tentativas de Eliot de facilitar o ingresso na universidade. Eliot havia abolido a exigência do conhecimento da língua grega (1886) e do latim (1898), a fim de que alunos que não fossem oriundos de escolas da elite tivessem mais chance de serem admitidos. Lowell, em 1909-10 acrescentou um novo procedimento de admissão, que permitia aos estudantes se qualificar através de um novo processo de exame destinado a admitir "o aluno estudioso de uma boa escola que habitualmente não estivesse preparado para Harvard". O número de alunos de escolas públicas cresceu continuamente, formando uma maioria em 1913.
Os acadêmicos eram apenas um dos lados da crise que Lowell viu em Harvard. Ele analisou as divisões sociais dos estudantes de Harvard, em condições semelhantes. Como os processos de admissão foram mudando ao longo dos anos, Lowell reconheceu que o corpo estudantil estava dividido nitidamente socialmente e por classes, longe do corpo coeso que ele lembrava-se de algumas décadas antes. As condições de vida dos estudantes intensificavam o problema. Já em 1902 Lowell denunciou o "grande perigo de uma separação esnobe dos estudantes nas linhas de riqueza", resultando na "perda daquele sentimento democrático, que deveria estar na base da vida universitária". Harvard não tinha construído novos dormitórios, mesmo com o crescente aumento do número de estudantes matriculados, de modo que o capital privado havia construído habitações destinadas a servir de dormitórios para aqueles que pudessem pagá-los. Isto produziu duas classes, os mais desfavorecidos que viviam em Harvard Yard, em edifícios obsoletos e a camada superior, vivendo na "Gold Coast" da Mt. Auburn Street, o "centro da vida social".
A solução de Lowell, em longo prazo, foi um sistema residencial só alcançado com a inauguração das casas residenciais em 1930. Em curto prazo, Lowell levantou fundos e iniciou projetos de construção que permitiriam a Harvard abrigar todos os seus calouros. O primeiro dormitório para calouros foi inaugurado em 1914. Em 1920, Harvard comprou os dormitórios privados na Mt. Auburn Street "para que o corpo discente pudesse apreciar o que era privilégio de poucos".

### Instituto Lowell e Escola de Extensão de Harvard
Em 1900, Lowell sucedeu seu pai como administrador do Instituto Lowell, que o bisavô de Lowell fundou para subsidiar conferências e programas de educação popular. Ao longo dos 40 anos em que dirigiu o Instituto, a seleção de Lowell de temas e palestrantes para a série pública refletiu seus gostos conservadores. Os tópicos tenderam à história e governo, com um pouco de ciência e música conforme a ocasião. Ele ignorou a literatura contemporânea e as tendências sociais atuais. Representativos foram "A Guerra de 1812", "O Desenvolvimento da Música de Coral", "A Migração dos Pássaros", e "Oradores e Oratória americanos". Uma série equilibrada sobre "A Rússia Soviética após Treze Anos" foi uma exceção.
Para os programas de educação Lowell trouxe seu instinto por organização. Transformou a variedade anterior de cursos científicos em Escola para Capatazes Industriais no Instituto de Tecnologia de Massachusetts, mais tarde chamado de Instituto Escola Lowell, e focou o seu programa em engenharia mecânica e elétrica. Afirmando que "qualquer educação popular nos dias de hoje deve ser sistemática", ele contratou professores de Harvard para repetir seus cursos para um público de adultos em Boston no final da tarde ou à noite, prometendo a mesma qualidade e exames. Quando se tornou presidente da Universidade Harvard, Lowell explorou suas duas posições para pressionar ainda mais. Em 1910, liderou a formação de um consórcio de escolas da região, logo chamado de a Comissão sobre Cursos de Extensão, que incluía: a Universidade de Boston, o Boston College, MIT, Simmons College, Universidade Tufts, Wellesley College e o Museu de Belas Artes. Todos concordaram em fornecer cursos semelhantes e concordaram em conceder o grau de Associado em Artes aos alunos que concluíssem o equivalente a um programa da faculdade. Ele já havia sido abordado por uma comissão de professores de Boston, e acreditava que seu programa de extensão iria "colocar um diploma universitário ao alcance dos professores". Quando os Supervisores de Harvard concordaram em 1910 em nomear um reitor para o Departamento de Extensão Universitária, 600 estudantes do programa eram dois terços do sexo feminino. Cerca de um terço dos alunos eram professores, um terceiro de funcionários das instituições, e o restante de trabalhadores domésticos. Após sete anos, as matrículas chegaram a 1,5 mil alunos.
Quando os professores perguntaram por que eles não tinham direito ao mesmo grau de bacharel como os estudantes de Harvard College, Lowell defendeu a distinção. Embora os cursos fossem comparáveis, os programas e as exigências eram diferentes, uma vez que muitos cursos de especialização exigidos dos estudantes universitários não poderiam ser oferecidos no Programa de Extensão. Ele quis dizer que o diploma de Associado em Artes era distinto. Quando Lowell soube em 1933 que as outras escolas americanas começaram a atribuir o grau Associado em Artes para os alunos após o equivalente a apenas dois anos de estudos, ele se sentiu traído. Escreveu: "o nome de Associado em Artes foi degradado, provavelmente além da recuperação, por parte das instituições perversas, gatunas, e de outra forma de má reputação". Harvard respondeu com um novo Adjunto em Arts.

### Liberdade acadêmica

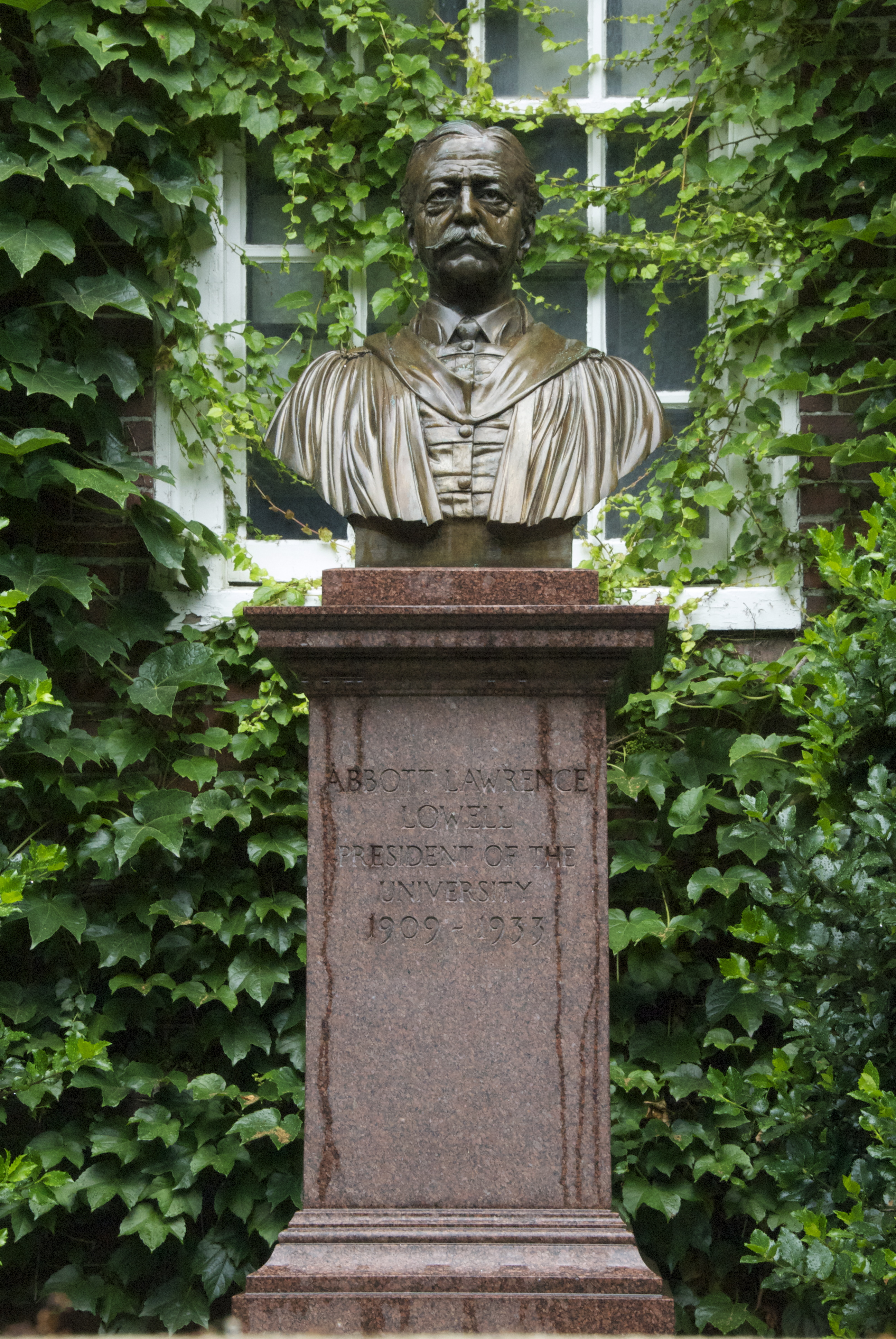
Lowell por John Albert Wilson

Durante a Primeira Guerra Mundial, quando as universidades americanas estavam sob grande pressão para demonstrar o seu compromisso inequívoco com o esforço de guerra americano, Harvard sob a direção de Lowell gozou de um relativo clima de independência. O New York Times escreveu mais tarde que Lowell "se recusou a aderir às exigências do patriotismo histérico a que os súditos alemães foram submetidos." Quando um aluno de Harvard ameaçou retirar uma doação de dez milhões de dólares a menos que certo professor pró-Alemanha fosse demitido, a Corporação Harvard se recusou a submeter-se a sua exigência. A declaração intransigente de Lowell, em apoio da liberdade acadêmica foi um marco num momento em que outras universidades estavam exigindo comportamento compatível de seu corpo docente.
Ele da mesma forma defendeu um poema anti-Alemanha de um aluno com uma declaração de princípio em defesa da liberdade de expressão dentro da comunidade acadêmica. Em 1915, Kuno Meyer, um professor da Universidade de Berlim que estava pensando em um compromisso temporário em Harvard, protestou contra a publicação de um poema satírico de um estudante graduação na revista da faculdade. Lowell respondeu que a liberdade de expressão desempenhava um papel diferente nas universidades americanas do que nas suas congêneres alemãs. "Temos nos empenhado em manter o direito de todos os membros da universidade de se expressar livremente, sem censura ou supervisão por parte das autoridades da universidade, e aplicado esta regra imparcial para aqueles que são favoráveis à Alemanha e aqueles favoráveis aos Aliados - para aqueles do primeiro caso, em face de uma agitação muito violenta para amordaçar os professores por alunos da universidade e por pessoas de fora dela".
Durante a greve da polícia de Boston de 1919, Lowell convocou os estudantes de Harvard "para ajudar de qualquer forma ... a manter a ordem e apoiar as leis do estado democrático", proporcionando a segurança no lugar dos grevistas. Harold Laski, um orientador de estudos em ciência política de ideais socialistas e ainda muito jovem para ter uma reputação acadêmica, apoiou os grevistas. Os membros do Conselho de Supervisores da Universidade chegaram a falar em demiti-lo, o que gerou uma ameaça por parte de Lowell: "Se os supervisores pedirem a renúncia de Laski, eu pedirei a minha!"
O professor de Harvard, Zechariah Chafee prestou homenagem à defesa dos professores e alunos de Harvard por parte de Lowell, dedicando a ele seu estudo de 1920 Free Speech in the United States, "cuja sabedoria e coragem diante dos temores inquietantes e críticas tempestuosas deixou inequivocamente claro que, enquanto ele fosse presidente ninguém poderia respirar o ar de Harvard e não ser livre".

### Expulsão de homossexuais
Em 1920, o irmão de um estudante que recentemente havia cometido suicídio trouxe evidências de atividades homossexuais entre os alunos do decano da faculdade, Chester Noyes Greenough. Após consulta com Lowell e sob a sua autoridade, o decano convocou uma tribunal ad hoc de administradores para investigar as acusações. Ele realizou mais de trinta entrevistas a portas fechadas e tomou medidas contra oito estudantes, um recém-formado, e um professor assistente. Eles foram expulsos ou tiveram a sua associação com a universidade cortada. Lowell se mostrou particularmente contrário à readmissão para aqueles que tinham sido expulsos apenas por se associarem com aqueles mais diretamente envolvidos. Ele finalmente cedeu em dois dos quatro casos. O incidente não se tornou público até 2002, quando o presidente de Harvard Lawrence Summers chamou o caso de "parte de um passado que certamente foi deixado para trás".

### Exclusão de afro-americanos dos Freshman Halls
"Devemos ao homem de cor as mesmas oportunidades de educação que oferecemos ao homem branco; mas nós não devemos forçá-lo, nem ao branco a terem relações sociais que não são, ou não podem ser, mutuamente agradáveis."

A. Lawrence Lowell
Os estudantes afro-americanos moravam nos dormitórios de Harvard há décadas, até Lowell mudar a política. Os calouros foram obrigados a morar nos Freshman Halls a partir de 1915. Dois estudantes negros moraram lá durante a Primeira Guerra Mundial sem incidentes. Quando alguns foram excluídos após a guerra eles não fizeram qualquer objeção.
O assunto tornou-se objeto de protesto estudantil em 1922, quando seis calouros negros que foram expulsos dos dormitórios, liderados por um estudante que frequentava a Business School, protestaram contra as suas exclusões. Lowell enviou sua justificativa para o educador afro-americano Roscoe Conkling Bruce, ele próprio um ex-aluno de Harvard e pai de um calouro. "Nós não achamos que seja possível obrigar homens de diferentes raças a residirem juntos". A longa resposta de Bruce ressaltou a ironia da posição de Lowell: "A política de residência obrigatória nos Freshman Halls é dispendiosa, uma vez que obriga Harvard a conviver com uma política de discriminação racial". Lowell se manteve firme: "Não é um progresso relativamente ao passado se recusar a obrigar homens brancos e negros a ocuparem quartos no mesmo prédio. Devemos ao homem de cor as mesmas oportunidades de educação que oferecemos ao homem branco; mas nós não devemos forçá-lo, nem ao branco a terem relações sociais que não são, ou não podem ser, mutuamente agradáveis". Ele acusou Bruce de insistir em uma mudança da política e utilizou um argumento sobre a presença das minorias provocarem preconceitos que ele também utilizou quase ao mesmo tempo na discussão sobre a quota de matriculas destinada aos judeus. "Para o homem de cor alegar de que ele tem o direito de obrigar o homem branco a morar com ele é uma novidade muito lamentável que, longe de lhe fazer bem, aumentaria um preconceito que, como você e eu concordamos plenamente, é mais despropositado e, provavelmente, crescente".
Quando seu apelo diretamente dirigido a Lowell fracassou, os estudantes buscaram o apoio público de ex-estudantes e da imprensa. Daqueles que escreveram para Lowell, os negros viam a sua posição como racismo não qualificado. Os brancos ou viam isso como uma violação das tradições de Harvard ou aplaudiam em termos francamente racistas. A maioria das críticas viam a postura de Lowell como uma submissão ao preconceito sulista. Um chamou-a de "preconceito do senhor de escravos" e outra chamou a política de Lowell de uma "rendição ao Bourbon do Sul". Um ministro de Wisconsin sugeriu que Lowell permitisse que os estudantes negros morassem "voluntariamente" em uma ala apartada dos Freshman Halls. Lowell respondeu que tal plano "me parece ser algo como as leis Jim Crow, uma segregação forçada que é, para mim, muito repugnante". Um comitê de docentes chamou a política de exclusão de Lowell de "uma rendição perigosa dos ideais tradicionais", e em março de 1923, o Conselho de Supervisores de Harvard rejeitou por unanimidade a decisão de Lowell. Um deles, Franklin Delano Roosevelt, escreveu: "É uma pena que o assunto tenha acontecido dessa forma. Havia certamente muito mais estudantes negros em Cambridge quando estivemos por lá e esse tipo de polêmica nunca ocorreu".
Apesar de uma política oficial de integração, o que calouros experimentaram depois não é totalmente claro. Alguns calouros negros moraram nos dormitórios, mas acredita-se que nem todos os quartos dos Freshman Halls estavam disponíveis para eles. Um deles obteve a permissão para morar fora dos Freshman Halls, embora ele não tenha solicitado tal privilégio. O decano de Harvard, Henry Aaron Yeomans, posteriormente biógrafo de Lowell, francamente admitiu que ele e Lowell como administradores encontraram uma maneira de adaptarem-se ao princípio enunciado pelo Supervisor: "O assunto foi resolvido na teoria, e na prática nenhuma dificuldade séria foi encontrada. O requerente que tinha levantado a questão decidiu morar em outro lugar. Outros poucos que surgiram de tempos em tempos, foram tão habilmente alocados nos Halls que nenhum sentimento de rejeição foi despertado".

### Admissões de judeus e cota polêmica
Em consequências das primeiras reformas de Lowell relativas ao processo de admissão em Harvard visando aumentar o ingresso de alunos de escolas públicas, o número de estudantes judeus comparado com os demais aumentou de 6% em 1908 para 22% em 1922, numa época em que os judeus constituíam cerca de 3% da população dos Estados Unidos. Lowell, dando continuidade a sua política de coesão do corpo discente, observou um campus onde o antissemitismo estava aumentando e os estudantes judeus estavam cada vez mais se isolando da maioria. Ele temia - e os acontecimentos recentes na Universidade de Colúmbia confirmavam - que a elite social deixaria de enviar seus filhos para Harvard com o aumento do número de matrículas de judeus. Ele citou o que ele via estar acontecendo em hotéis e clubes que perdiam sua antiga freguesia, à medida que o número de frequentadores judeus aumentavam. Ele propôs então limitar as admissões de judeus em 15% em cada período letivo. Suas tentativas de persuadir os membros do Conselho de Supervisores de Harvard a adotar seus pontos de vista já estavam fracassando quando o plano vazou para o jornal The Boston Post em maio de 1922. A ideia foi imediatamente denunciada por grupos de irlandeses e negros e pelo American Federation of Labor.

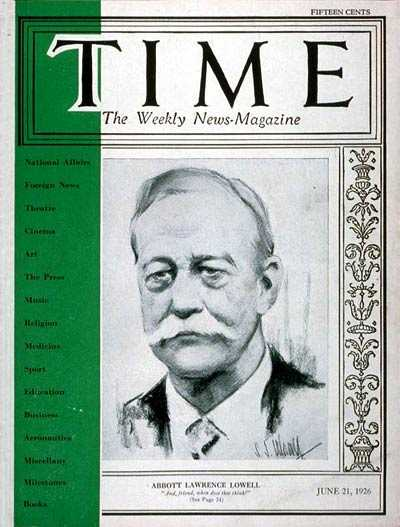
Abbott Lawrence Lowell revista Time, 21 de junho de 1926

Lowell continuou a argumentar tanto na correspondência privada, quanto em discursos públicos que seu raciocínio visava o bem-estar dos estudantes judeus. Se um número alto de matrícula de judeus provocou uma maior onda de preconceitos contra eles, ele perguntou: "Como podemos fazer com que os judeus se sintam considerados como parte integrante do corpo discente?" Ele também sugeriu que Harvard não estaria enfrentando esse problema se outras universidades e faculdades admitissem judeus em números semelhantes: "Se cada faculdade no país aceitasse uma proporção limitada de judeus, eu suspeito que deve percorreríamos um longo caminho para eliminar o sentimento racial entre os alunos".
A questão foi entregue a uma comissão de professores: a Comissão sobre Métodos de Selecionar Candidatos à Admissão. No decorrer da campanha interna para influenciar o trabalho desse grupo, Lowell procurou explorar as divisões dentro da comunidade judaica. Apesar da divisão básica entre os imigrantes judeus mais velhos, geralmente de origem alemã, e a classe mais baixa de judeus recém-chegados oriundos da Europa Oriental, Lowell não encontrou aliado entre eles que articulasse a sua visão de judeus "desejáveis" e "indesejáveis". O comitê de professores acabou por rejeitar a proposta de quotas de Lowell. Em vez disso, o novo princípio orientador de Harvard nas admissões seria a sétima regra principal. Harvard iria atrair os jovens das pequenas cidades e vilas, e até mesmo das comunidades rurais, entre aqueles que estivessem entre os sete melhores de sua turma. Ela iria procurar "escolher os melhores alunos das boas escolas, aqui, ali e em toda parte". Embora alguns suspeitassem que isto não passasse de uma forma encoberta para diminuir a inscrição de judeus, a política teve o efeito contrário. O número de estudantes não judeus atraídos das regiões sul e oeste dos Estados Unidos não chegou nem próximo do grande número de judeus admitidos que vieram dos estados do Médio Atlântico e da Nova Inglaterra. Em 1925, os judeus eram 27% das matrículas do período.
Lowell, depois, encontrou outra maneira de alcançar seu objetivo, desta vez com menos publicidade. Primeiro recebeu a aprovação do Conselho de Supervisores de Harvard para uma nova política que, além de critérios acadêmicos tradicionais, empregava cartas de professores e entrevistas para avaliar "a aptidão e o caráter" de um candidato, introduzindo assim discrição no lugar da estrita sétima regra. Ele até convenceu um indeciso Supervisor que isso não iria apoiar a discriminação contra os judeus como um grupo, mas apenas "um cuidadoso discernimento das diferenças entre os indivíduos". Quando Lowell ganhou a aprovação final destas modificações em 1926 e nomeou um Comitê de Admissão compatível, ele atingiu seu objetivo. Quando Lowell deixou seu cargo em 1933, os judeus constituíam 10% da população de estudantes.

## Posições públicas

### Oposição à nomeação de Brandeis
Em 1916, o presidente Woodrow Wilson nomeou Louis Brandeis, um advogado da iniciativa privada conhecido como um oponente liberal dos monopólios e proponente da legislação de reforma social, para servir como juiz associado da Suprema Corte dos Estados Unidos. Como a opinião pública sobre a nomeação dividiu-se em linhas ideológicas, Lowell se juntou ao establishment republicano, especialmente o de sua classe da elite de Boston, na oposição. Ele se juntou a outros 54 ao assinar uma carta afirmando que faltava em Brandeis o requisito "temperamento e capacidade legal". Um editorial no Harvard Alumni Bulletin criticou-o por envolver desnecessariamente a universidade em uma disputa política. Alguns estudantes organizaram sua própria petição a favor da nomeação. Embora algumas oposições a Brandeis estivessem enraizadas em antissemitismo, o próprio Brandeis via a oposição de Lowell como impulsionada pela classe social do preconceito. Escrevendo em privado em 1916, Brandeis descreveu os homens como Lowell "que foram cegados pelo privilégio, que não têm má intenção, e muitos dos quais têm um espírito público distinto, mas cujos ambientes - ou inata estreiteza - obscureceram toda a visão e simpatia com as massas".

### Internacionalismo e a Liga das Nações
Após a eclosão da Primeira Guerra Mundial em 1914, Lowell ajudou a fundar uma organização cívica para promover a cooperação internacional a fim de evitar futuras guerras. Ela foi concebida para ser não partidária, mas foi inevitavelmente atraída para a política partidária já que o tema da participação americana na Liga das Nações dominou a política do pós-guerra. Lowell descreveu a si mesmo como "um inconsistente republicano" ou "um independente de antecedentes republicanos." Quando o debate terminou, muitos questionaram aquela independência.
Em uma convenção no Independence Hall, Filadélfia, em 17 de junho de 1915, presidida pelo ex-presidente William Howard Taft, cem americanos notáveis anunciaram a formação da Liga para Impor a Paz. Eles propuseram um acordo internacional no qual os países participantes concordariam em "usar em conjunto a sua força econômica e militar contra qualquer um deles que fossem à guerra ou cometessem atos de hostilidade contra o outro." Entre seus fundadores estavam: Alexander Graham Bell, o rabino Stephen Samuel Wise, o cardeal de Baltimore James Gibbons, e Edward Filene em nome da recentemente fundada Câmara Americana de Comércio. Lowell foi eleito para o Comitê Executivo.
Os esforços iniciais da Liga para Impor a Paz visou criar uma consciência pública através de artigos de revistas e discursos. A proposta específica do presidente Wilson para a Liga das Nações encontrou resistência no Senado controlado pelos republicanos e pela oposição liderada pelo senador Henry Cabot Lodge de Massachusetts. Lowell observou que o elevado debate foi se deteriorando até que o ideal da cooperação internacional foi "sacrificado por intrigas partidárias, antipatias pessoais, e o orgulho da autoria." Lowell e a Liga para Impor a Paz tentou assegurar um meio-termo. Ele se preocupou pouco com o plano específico de Wilson ou com os detalhes das reservas ou alterações que Lodge queria anexar ao Senado para dar o seu parecer favorável. Lowell acreditava que a participação americana era o objetivo maior, a natureza exata da organização secundária.

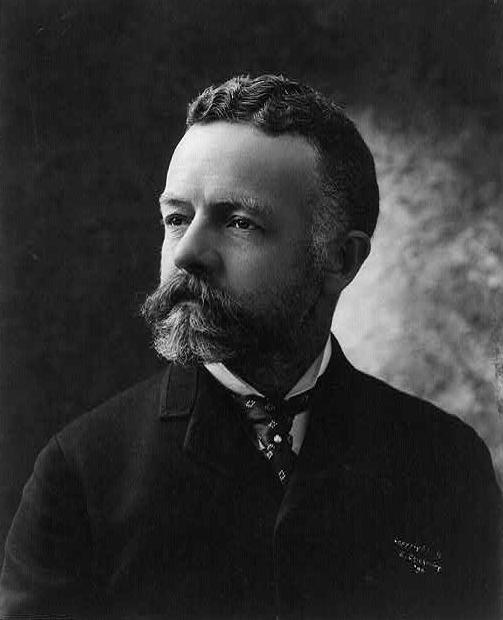
Senador Henry Cabot Lodge

Um dos confrontos mais amplamente divulgados foi o debate entre Lowell e Lodge, o adversário mais proeminente da Liga, no Symphony Hall, em Boston, em 19 de março de 1919, com a presidência do governador de Massachusetts Calvin Coolidge. Esse debate se mostrou cortês, uma vez que Lowell acreditava que a resolução da disputa política exigia que Wilson e Lodge chegassem a um consenso. Lowell teve diálogos mais inflamados com o inflexível senador republicano isolacionista William Borah de Idaho. Lowell repetidamente argumentava que a Discurso de adeus de George Washington e sua restrição em se fazer alianças não tinha qualquer relevância para o momento presente. O senador Borah viu uma falta de patriotismo: "Há um grande número de pessoas que apoiam a Liga das Nações que nunca perdem a oportunidade de menosprezar... tudo o que é verdadeiramente americano: e o Dr. Lowell é um deles." O presidente de Harvard respondeu na mesma moeda:
Eu não tenho menos admiração do que o senador Borah ou qualquer outro homem pelo Discurso de Despedida e pelos grandes Pais da República; mas eu não iria usá-los como escudo para políticas partidárias. Eu nunca zombei do Discurso de Despedida; mas eu acredito que a grandeza de Washington foi a de encarar os fatos de seu dia de frente, e assim determinar a sua conduta, em vez de se deixar levar por declarações, mesmo que sábias, de cento e cinquenta anos atrás. Vou confiar que o povo americano saiba diferenciar miopia de patriotismo, ou estreiteza de visão de amor pelo país.
No verão de 1919, a Liga para Impor a Paz publicou um livro de ensaios inspirado no O Federalista intitulado The Covenanter: An American Exposition of the Covenant of the League of Nations. Lowell teve a autoria de 13 de seus 27 ensaios. O New York Times o chamou de uma "análise magistral" e o considerou perfeitamente adequado para o grande público: "Este - graças a Deus - é um livro para os preguiçosos de espírito!".
Como a eleição de 1920 se aproximava, o candidato republicano, Warren G. Harding, fez sua campanha sobre as questões domésticas que uniam seu partido e enviavam sinais confusos sobre seu apoio à Liga das Nações. Com a eleição a apenas algumas semanas para se realizar, grupos inteiros de defensores da Liga escolheram lados diferentes. Uma organização inteira de eleitores independentes escolheu James M. Cox, o candidato democrata, favorável à Liga, mas que não mostrou mais flexibilidade do que o presidente Wilson. Lowell e muitos outros apoiadores proeminentes da Liga apoiaram Harding, publicando uma declaração que ficou conhecida como a "Carta dos 31 Republicanos" em 14 de outubro de 1920. Lowell não podia expressar seu raciocínio publicamente. Em sua opinião, os defensores da Liga, e especialmente os defensores republicanos da Liga, precisavam controlar a percepção pública da vitória de Harding, o que todos sabiam ser certa. Eles não podiam permitir que a eleição parecesse ser uma vitória dos republicanos contrários à Liga sobre os democratas pró-Liga. Se a Liga perdesse um referendo dessa forma, não haveria esperança para o seu renascimento sob a nova administração.
A alegação na "Declaração dos 31 Republicanos" de que uma vitória de Harding significaria perspectivas para a Liga das Nações foi mal recebida por alguns defensores da Liga. Lowell foi criticado, precisamente por causa de suas alegações anteriores à independência. Um graduado de Harvard, que tinha acabado de formar o comitê de New Hampshire para arrecadar fundos para a dotação financeira da universidade, escreveu: "Pode-se entender um partidário republicano e respeitá-lo. Pode-se entender um partidário democrática e respeitá-lo. Mas como pode alguém explicar esse seu recente ato em consonância com a dignidade, a gravidade, o caráter elevado e a devoção à verdade, que deve ser esperado do presidente do Harvard College?" Acusado de sacrificar seus princípios à conveniência, Lowell admitiu que sim, mas forneceu sua própria definição de conveniência: “esforçando-se para encontrar a maneira mais eficaz de alcançar um princípio — recusando-se a bater a cabeça inutilmente contra uma parede para atacar um entrincheiramento de frente, em vez de tomá-lo por meio de um movimento de giro”.
Harding como presidente dos Estados Unidos desapontou os defensores da Liga, mas Lowell nunca se arrependeu de sua decisão de apoiá-lo. Ele via o trabalho da Liga para Impor a Paz de forma mais crítica. Sua oratória não conseguiu envolver o público em geral, ele achou que a opinião pública manteve-se "indiferente" a seu apelo pelo internacionalismo, deixando o isolamento, ou pelo menos a inércia ganhar o dia.

### Comitê Consultivo no julgamento de Sacco e Vanzetti
Em 1927, o governador de Massachusetts Alvan T. Fuller enfrentava apelos de última hora para conceder clemência a Sacco e Vanzetti, cujo caso atraía a atenção mundial. Ele designou Lowell para fazer parte de um Comitê Consultivo juntamente com o presidente Samuel Wesley Stratton do Instituto de Tecnologia de Massachusetts e o juiz de sucessões Robert Grant. Eles foram incumbidos de analisar o julgamento de Sacco e Vanzetti para determinar se o julgamento tinha sido justo. A nomeação de Lowell foi por todos bem recebida, pois, embora ele tivesse polêmicas em seu passado, ele também tinha, por vezes, demonstrado uma postura independente. Os advogados de defesa pensaram em abandonar o caso quando perceberam que o Comitê era tendencioso contra os réus, mas alguns dos mais proeminentes defensores dos réus, incluindo o professor de Direito de Harvard Felix Frankfurter e o juiz Julian Mack do Circuito de Apelações dos Estados Unidos, os persuadiram a ficar, porque Lowell "não era totalmente impossível".
Após duas semanas ouvindo as testemunhas e analisando provas, o trio produziu um relatório em grande parte, da autoria de Lowell que criticou o juiz do caso, mas considerou justo o julgamento. Um advogado de defesa mais tarde observou com tristeza que a liberação do relatório da Comissão "abruptamente calou as dúvidas crescentes entre os líderes de opinião na Nova Inglaterra." Apoiadores dos homens condenados criticaram o Comitê. Harold Laski disse que a decisão representou a "lealdade de Lowell para com a sua classe." O caso perseguiu Lowell o resto de sua vida. Em 1936, no dia em que a Universidade Harvard comemorou o seu 300.º aniversário, 28 ex-alunos criticaram Lowell por seu papel no caso, incluindo o editor Malcolm Cowley, o estudioso Newton Arvin, e escritor John Dos Passos.

## Últimos anos e morte

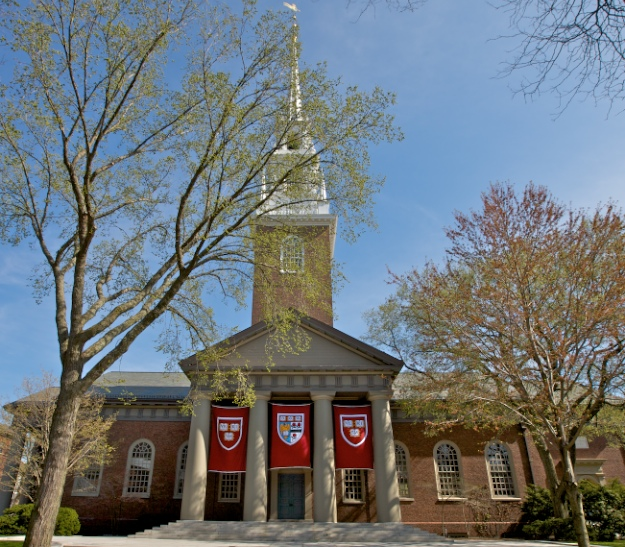
Igreja Memorial

A saúde de Lowell declinou lentamente, e seus problemas de audição ao longo da vida pioraram. Ele renunciou a sua posição como presidente da Universidade Harvard em 21 de novembro de 1932, e trabalhou até o verão seguinte. Durante seus anos como presidente, a matrícula na faculdade cresceu de 3 mil para 8 mil e sua dotação de fundos cresceu de 23 para 123 milhões de dólares. Os projetos de construção de Lowell, alguns com base nos Freshman Halls e o sistema College, mas incluindo a Biblioteca Widener, a Igreja Memorial e muitos outros, transformaram a infraestrutura da universidade. Também entre os novos prédios do campus durante o mandato de Lowell estava a Casa do Presidente (mais tarde chamada de Loeb House) no número 17, da rua Quincy, que Lowell encomendou a seu primo Guy Lowell. O prédio serviu de residência para os sucessivos presidentes de Harvard até 1971.
Lowell é também lembrado por uma doação de um milhão de dólares para ajudar encontrar a Harvard Society of Fellows. Anos antes, tinha doado 10,5 mil dólares para a compra de um telescópio de 13 polegadas para o Observatório Lowell de seu falecido irmão Percival, que em 1930 ganhou fama como o Telescópio Descobridor de Plutão.
A esposa de Lowell por 51 anos, Anna Parker Lowell, morreu na primavera de 1930.
Quando se aposentou de Harvard, morou na rua Marlborough, em Back Bay, Boston, e em Cotuit, no Cabo Cod. Era proprietário do Conaumet Neck ao longo das margens da lagoa Mashpee. Em seu testamento, ele legou as terras ao longo do lago para o The Trustees of Reservations, que as mantém como Lowell Holly Reservation.
Dirigiu o Boston Municipal Research Bureau e presidiu um Comitê sobre a Reforma do Processo Judicial sob os auspícios da Câmara de Comércio de Boston. Tornou-se também chefe do Motion Picture Research Council, um grupo criado para promover estudos sobre os valores sociais do cinema. Contribuiu frequentemente com artigos para os periódicos como: The Atlantic e Foreign Affairs.
Lowell era membro honorário da Massachusetts Society of the Cincinnati e foi condecorado com a Grã-Cruz da Legião de Honra da França.
Morreu na casa da rua Marlborough em 6 de janeiro de 1943. Os serviços funerários foram realizados na igreja Memorial da Universidade Harvard.

## Citações
Uma discussão sobre o treinamento universitário ideal a partir desses três aspectos diferentes, o desenvolvimento mais elevado do aluno individual, a relação adequada da faculdade com a escola profissional, a relação dos alunos entre si, parece levar, em todos os casos, à mesma conclusão: que o melhor tipo de educação liberal em nosso complexo mundo moderno visa produzir homens que saibam um pouco de tudo e alguma coisa bem.— 6 de outubro de 1909, Discurso Inaugural do Presidente da Universidade Harvard

## Obras selecionadas
- Transfer of Stock in Corporations, com Francis Cabot Lowell (1884)
- Essays on Government (1889)
- Governments and Parties in Continental Europe, 2 volumes (1896)
- Colonial Civil Service (1900)
- The Influence of Party on Legislation in England and America (1902)
- Lowell, A. Lawrence (Abbott Lawrence) (28 de novembro de 2010). «The Government of England (Vol. I)». Consultado em 14 de outubro de 2024
- Public Opinion and Popular Government (1909)
- The Covenanter : an American exposition of the covenant of the League of Nations, com William H. Taft, George W. Wickersham, e Henry W. Taft (Garden City, NY: Doubleday, Page, 1919)
- Public Opinion in War and Peace (1923)
- Conflicts of Principle (Cambridge: Harvard University Press, 1932)
- At War with Academic Traditions in America (Cambridge: Harvard University Press, 1934)
- Biography of Percival Lowell (Macmillan, 1935)
- What a University President has Learned (NY: Macmillan Company, 1938)
- Facts and Visions: Twenty-four Baccalaureate Sermons, editado por Henry Aaron Yeomans (Cambridge: Harvard University Press, 1944)

## Leituras adicionais
- Ruhl Jacob Bartlett, The League to Enforce Peace (University of North Carolina Press, 1944)